# Zawsze jest czas na miłość
Zawsze jest czas na miłość (ang. Hampstead) – brytyjska komedia obyczajowa z 2017 roku w reżyserii Joela Hopkinsa, wyprodukowany przez wytwórnie Ecosse Films i Scope Pictures. Główne role w filmie zagrali Diane Keaton, Brendan Gleeson, James Norton, Lesley Manville, Jason Watkins i Simon Callow.
Premiera filmu odbyła się w Wielkiej Brytanii 23 czerwca 2017. W Polsce premiera filmu odbyła się 11 sierpnia 2017.

## Fabuła
Emily Walters to owdowiała Amerykanka, która mieszka w dzielnicy Hampstead Village na przedmieściach Londynu. Kobieta ma problemy z organizacją codziennego życia – kłopot sprawiają jej dbanie o dom, terminowe płacenie rachunków, a nawet uczestniczenie w życiu syna. Pewnego dnia Emily poznaje ekscentrycznego sąsiada Donalda Hornera, który jest właścicielem rozpadającej się chatki. Między dwojgiem dojrzałych i bardzo różnych ludzi rodzi się głębokie uczucie. Kiedy oszuści próbują pozbawić Donalda dachu nad głową, Emily postanawia mu pomóc.

## Obsada
- Diane Keaton jako Emily Walters
- Brendan Gleeson jako Donald Horner
- James Norton jako Philip
- Lesley Manville jako Fiona
- Jason Watkins jako James Smythe
- Alistair Petrie jako Steve Crowley
- Peter Singh jako Xavier
- Will Smith jako Leon Rowlands
- Rosalind Ayres jako Susan
- Brian Protheroe jako Rory

## Odbiór

### Krytyka w mediach
Film Zawsze jest czas na miłość spotkał się z mieszanymi recenzjami od krytyków. W serwisie Rotten Tomatoes średnia ocen filmu wyniosła 41% ze średnią oceną 4,8 na 10. Na portalu Metacritic średnia ocen wyniosła 47 punktów na 100.